# Hypoechinorhynchus magellanicus
Hypoechinorhynchus magellanicus är en hakmaskart som beskrevs av Szidat 1950. Hypoechinorhynchus magellanicus ingår i släktet Hypoechinorhynchus och familjen Hypoechinorhynchidae. Inga underarter finns listade i Catalogue of Life.